# Domenico Rao
Domenico Rao (Italia, 11 de junio de 1977) es un atleta italiano especializado en la prueba de 4x400 m, en la que consiguió ser campeón europeo en pista cubierta en 2009.

## Carrera deportiva
En el Campeonato Europeo de Atletismo en Pista Cubierta de 2009 ganó la medalla de oro en los relevos de 4x400 metros, con un tiempo de 3:06.68 segundos, por delante de Reino Unido y Polonia (bronce).